# Eudoliche major
Eudoliche major är en fjärilsart som beskrevs av Rothschild 1913. Eudoliche major ingår i släktet Eudoliche och familjen björnspinnare. Inga underarter finns listade i Catalogue of Life.